# Villa del Balbianello

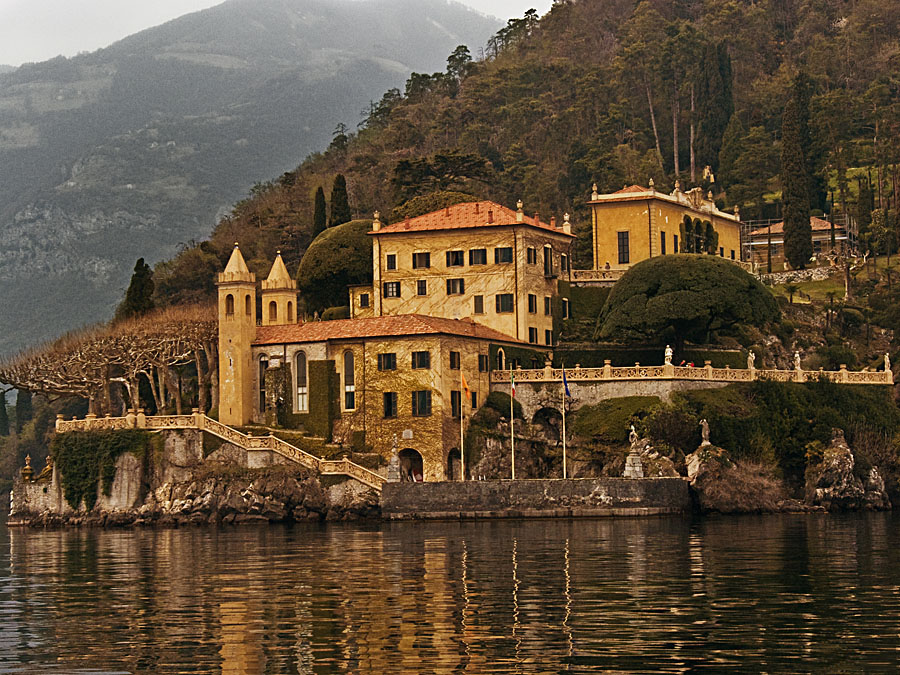
Vista de la villa desde el lago.

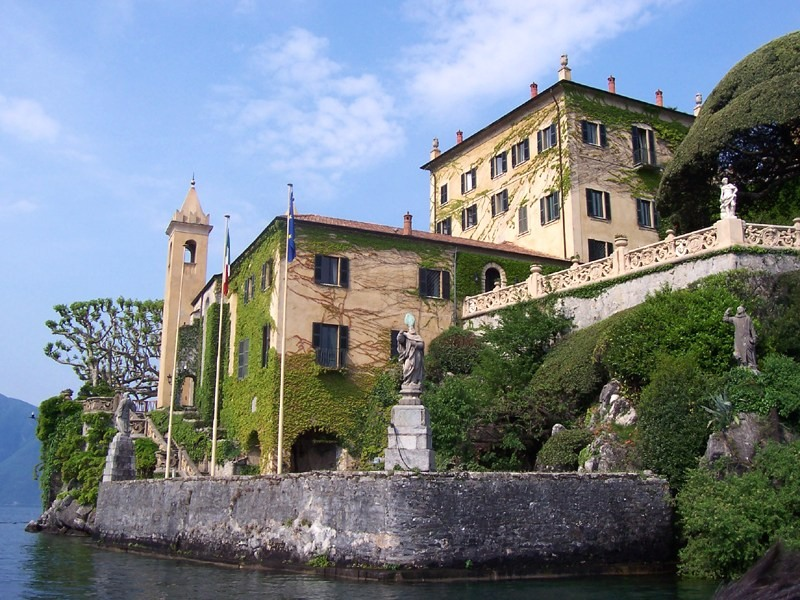
Vista de la villa

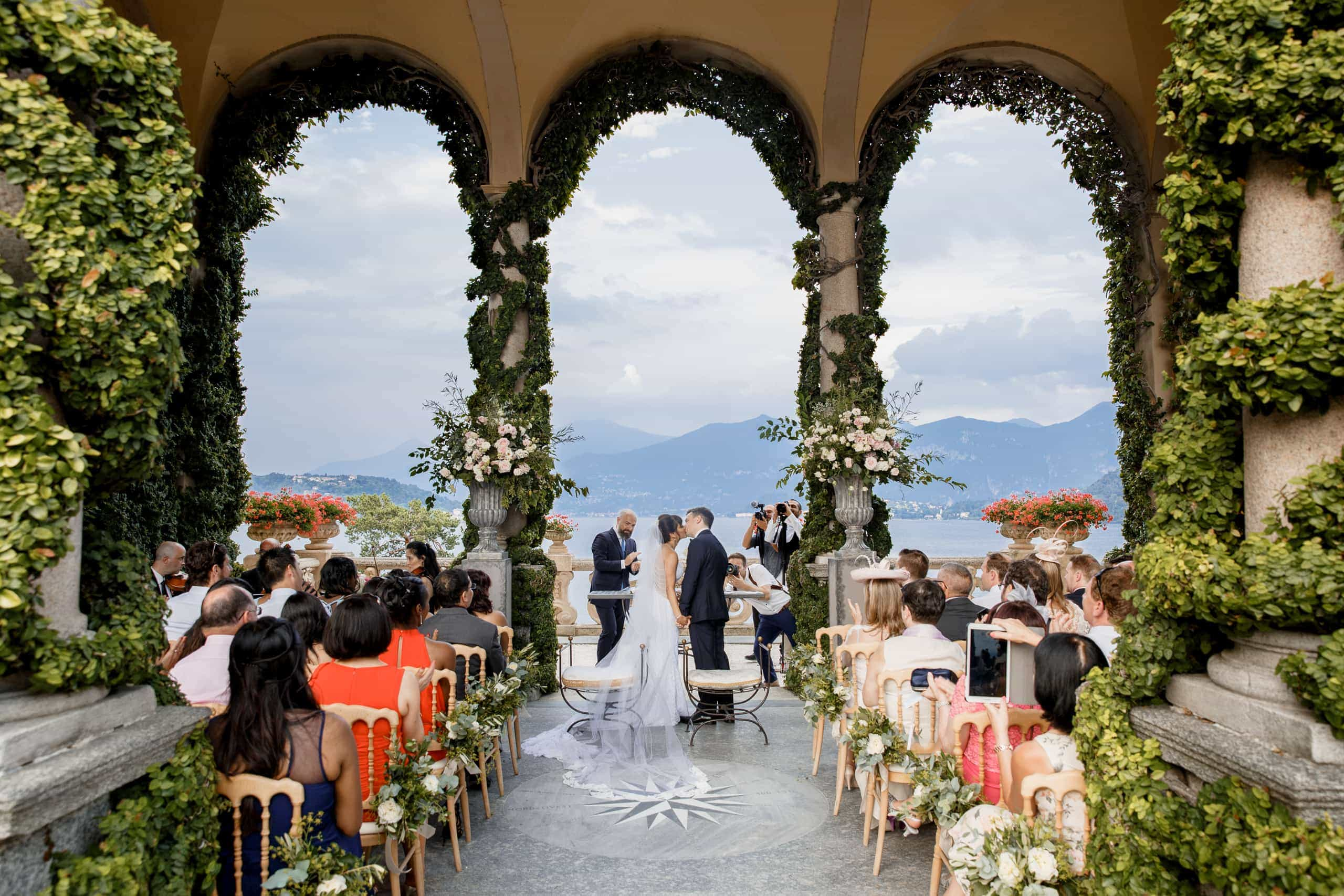
Boda en Villa del Balbianello con vistas al lago de Como

La Villa del Balbianello es una villa que se encuentra en el municipio italiano de Lenno, en la provincia de Como. Está situada en la punta de la península de Lávedo, un promontorio que se adentra en la parte norte del lago de Como.
Fue construida en 1787 por el cardenal Angelo Maria Durini sobre un monasterio franciscano anterior. Tras la muerte del cardenal en 1796, el político Giuseppe Arconati Visconti compró la villa, mejorando el jardín y la logia. En el siglo XIX la villa perteneció a la familia Porro-Lambertenghi. Silvio Pellico visitó la villa en 1819.
Tras la muerte del cardenal en 1796, la villa pasó a manos de su sobrino, Luigi Porro Lambertenghi . Durante su propiedad, la villa se convirtió en un centro de actividad y reuniones republicanas, donde se reunían los patriotas italianos y los carbonarios. Entre los invitados de Lambertenghi a la villa se encontraba el escritor Silvio Pellico, quien fue tutor de los hijos de Lambertenghi. En 1820, Pellico fue arrestado por el gobierno austríaco y Lambertenghi se vio obligado a trasladarse a Bélgica, donde contó con el apoyo de la familia Arconati-Visconti. Posteriormente, Lambertenghi vendió la villa a su amigo, Giuseppe Arconati Visconti.
Visconti realizó mejoras en sus jardines y en la logia. Hasta el día de hoy, la balaustrada frente a la iglesia lleva el emblema Visconti de una serpiente con un hombre en la boca. Durante el período de propiedad de Visconti, la villa acogió a políticos y escritores Giovanni Berchet, Alessandro Manzoni, Giuseppe Giusti, así como al artista Arnold Böcklin. El paulatino declive de la familia provocó un abandono de la villa durante más de 30 años.
Justo antes de la Primera Guerra Mundial, el empresario estadounidense Butler Ames vio la villa por primera vez. Hizo una oferta de compra a la familia Arconati Visconti y fue inicialmente rechazada. Siguió regresando con ofertas en efectivo cada vez mayores, hasta que en 1919 logró hacerse con la propiedad. Ames renovó la villa y su jardín.
En 1974 fue comprada por el explorador Guido Monzino (líder de la primera expedición italiana a escalar el Monte Everest). Si bien Monzino dejó el exterior esencialmente sin cambios, hizo redecorar completamente el interior de la villa, instalando artefactos adquiridos en sus expediciones, así como importantes piezas de muebles antiguos ingleses, georgianos y franceses de los siglos XVIII y XIX, tapices de Beauvais, boiseries francesas. y alfombras orientales. Después del asesinato de Aldo Moro en 1978 por las Brigadas Rojas, Monzino se preocupó por su seguridad y añadió un sistema de pasajes ocultos que unen partes de la propiedad, que la llenó de objetos traídos en sus expediciones. Monzino, que murió en 1988, dejó la villa al Fondo per l'Ambiente Italiano, que es el actual propietario.
La villa ha sido el escenario donde se han rodado varias películas, como Star Wars: Episode II - Attack of the Clones, de George Lucas, en la que sirvió de ambientación para la residencia de la senadora Padmé Amidala en la región de los lagos del planeta Naboo; la película de la saga de James Bond, Casino Royale, en la que la villa aparecía como el lugar donde el agente se encuentra convaleciente; Piccolo mondo antico o A Month by the Lake.
En 2016, el Fondo per l'Ambiente Italiano inició un proyecto de 413.000 € para restaurar y mejorar el embarcadero de la villa, instalar nueva señalización, nueva seguridad, iluminación de emergencia y sistemas de prevención de incendios. El sistema de combustible diésel existente de la villa será reemplazado por un moderno sistema de calefacción, nuevos baños para visitantes y sistemas de drenaje, y mejoras en la librería y la taquilla.
En noviembre de 2018, la boda de la estrella de cine india y famosa pareja de Bollywood, Ranveer Singh y Deepika Padukone, tuvo lugar en la villa.

## Apariciones en películas
Varios largometrajes han utilizado la villa para rodajes , entre ellos A Month by the Lake (1995), His Demise, protagonizada por Paul Zukowski (película de desastres de 2016), Casino Royale (2006). La villa también se usó para las escenas del retiro del lago en Star Wars: Episodio II - El ataque de los clones (2002), con imágenes generadas por computadora utilizadas en lugar del verdadero exterior del edificio.

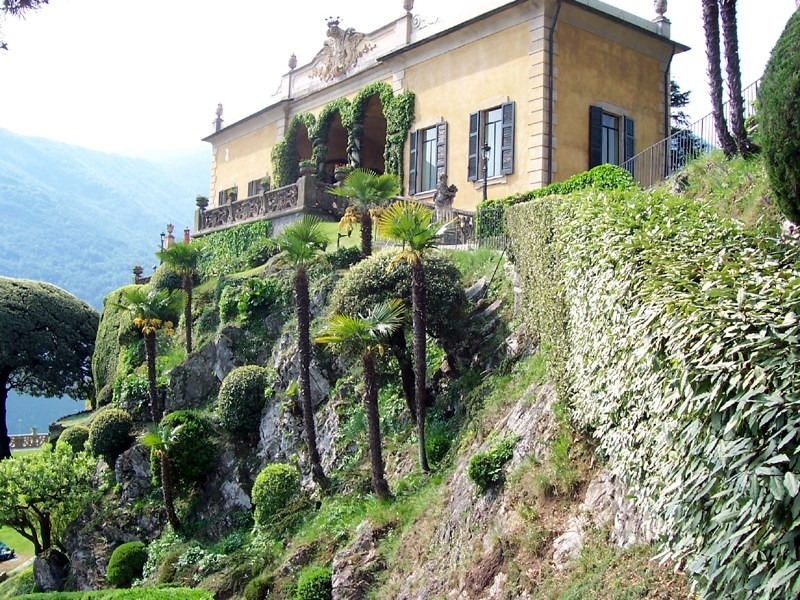
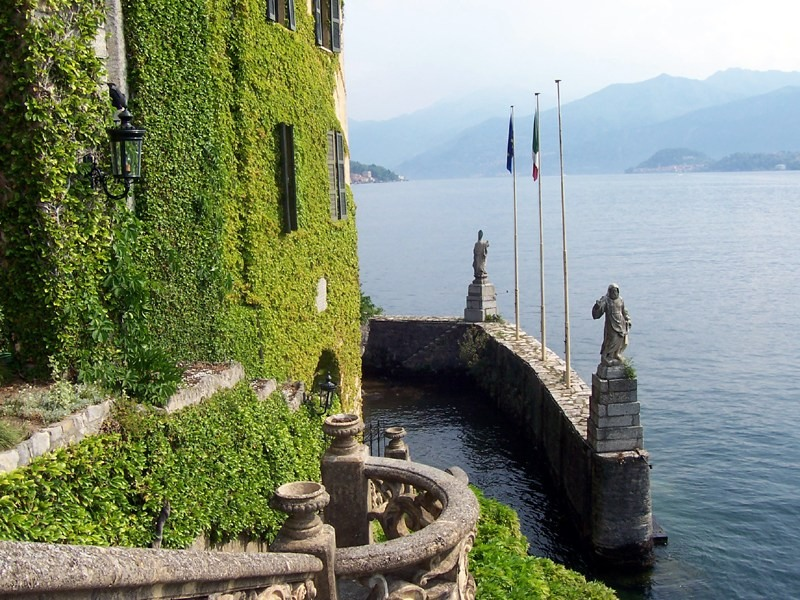
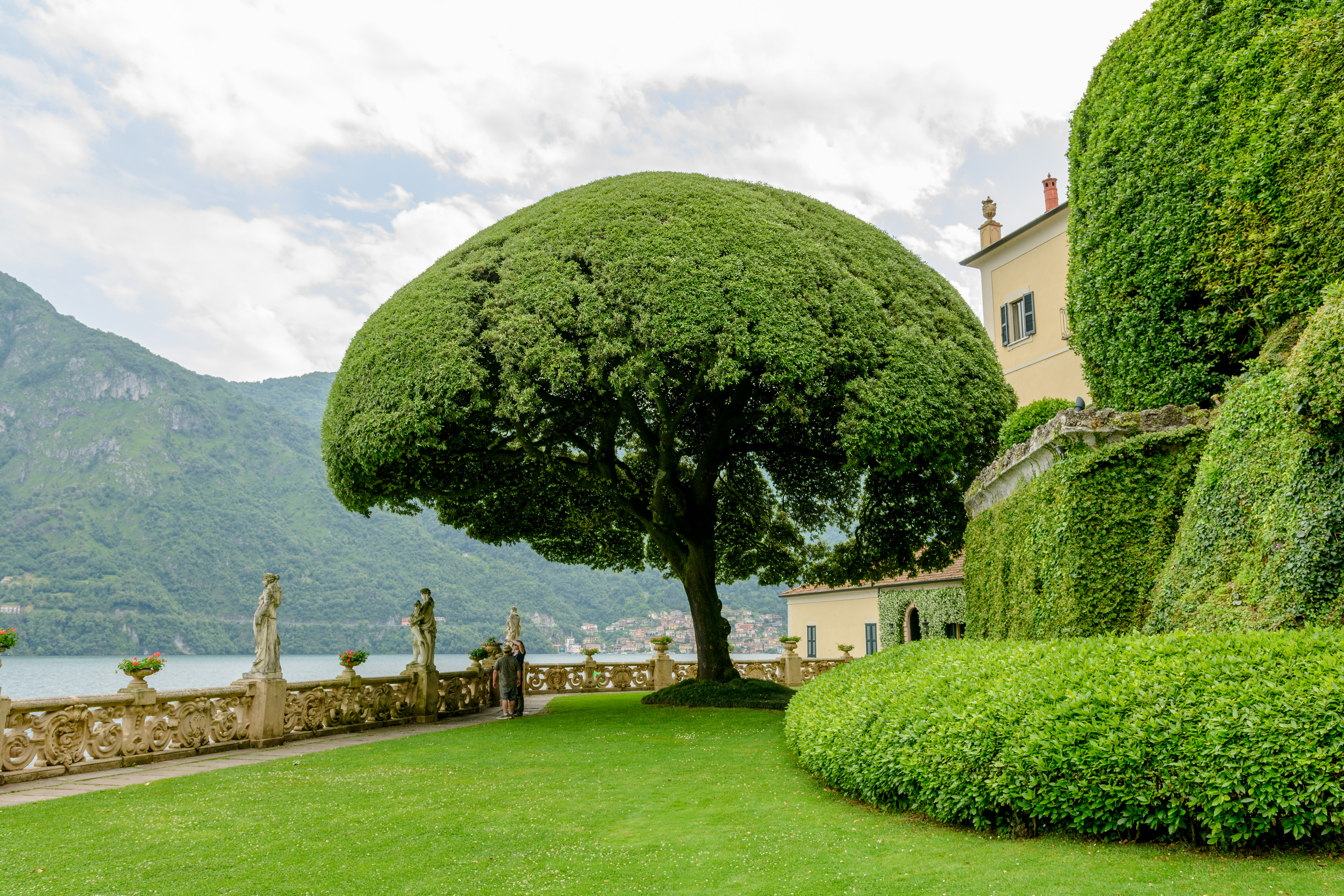
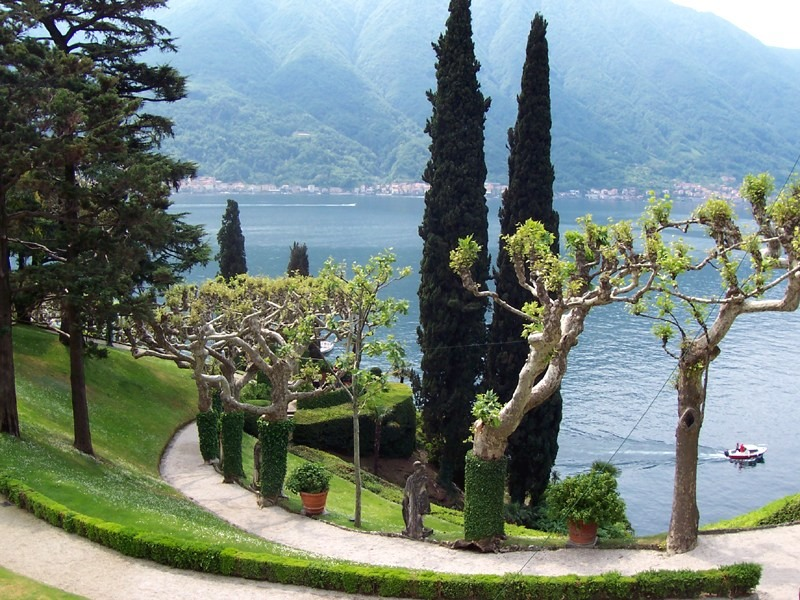
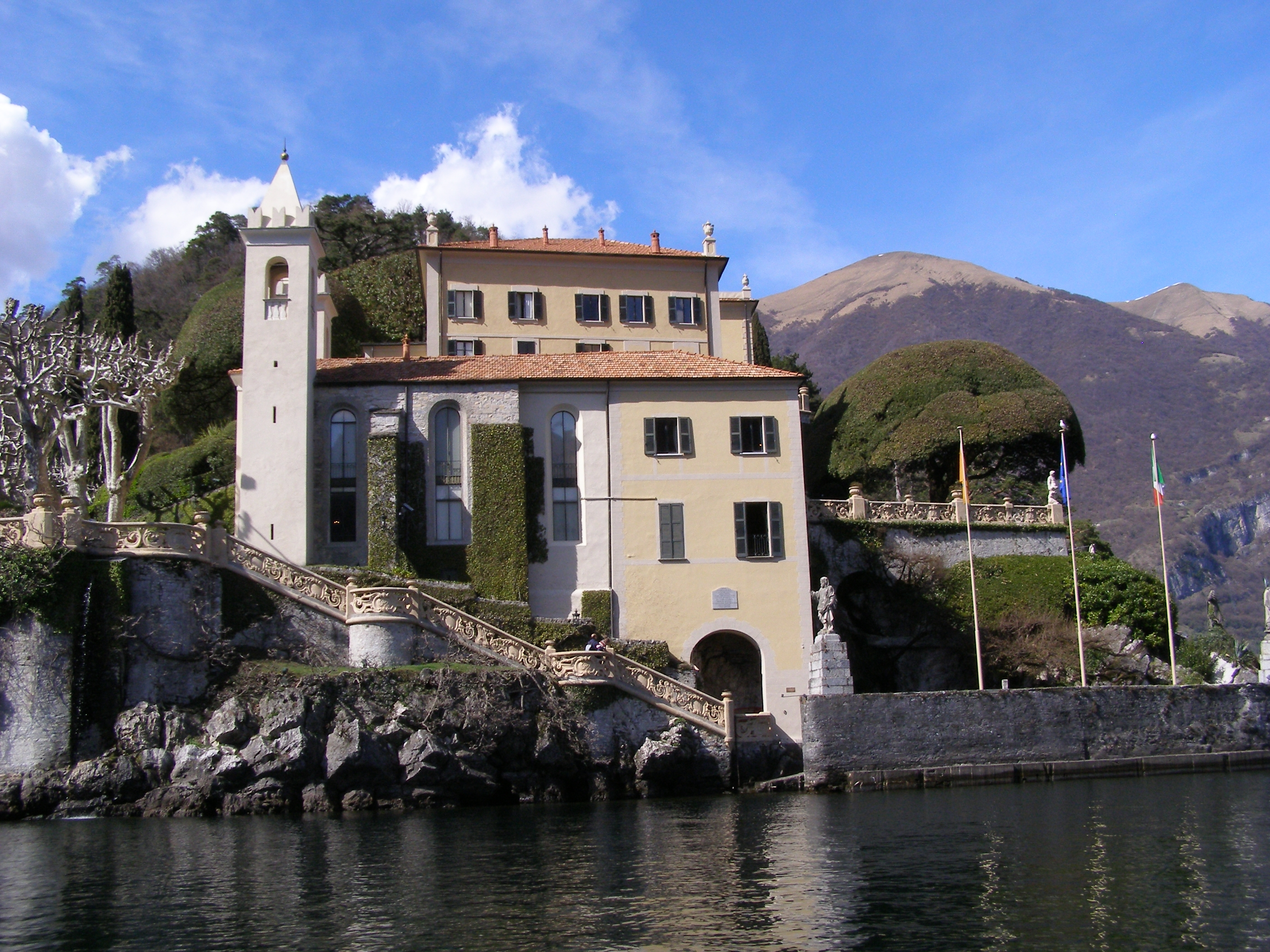
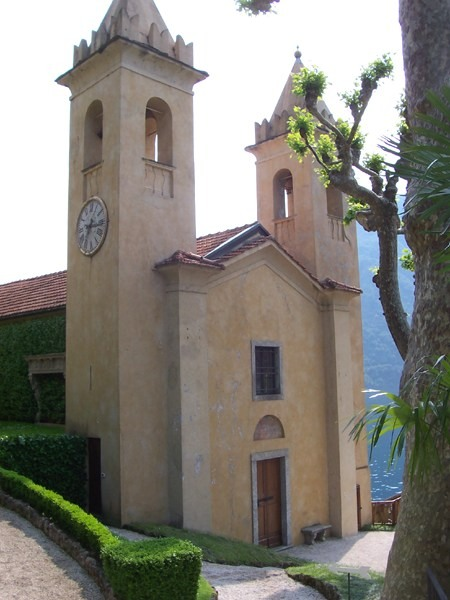
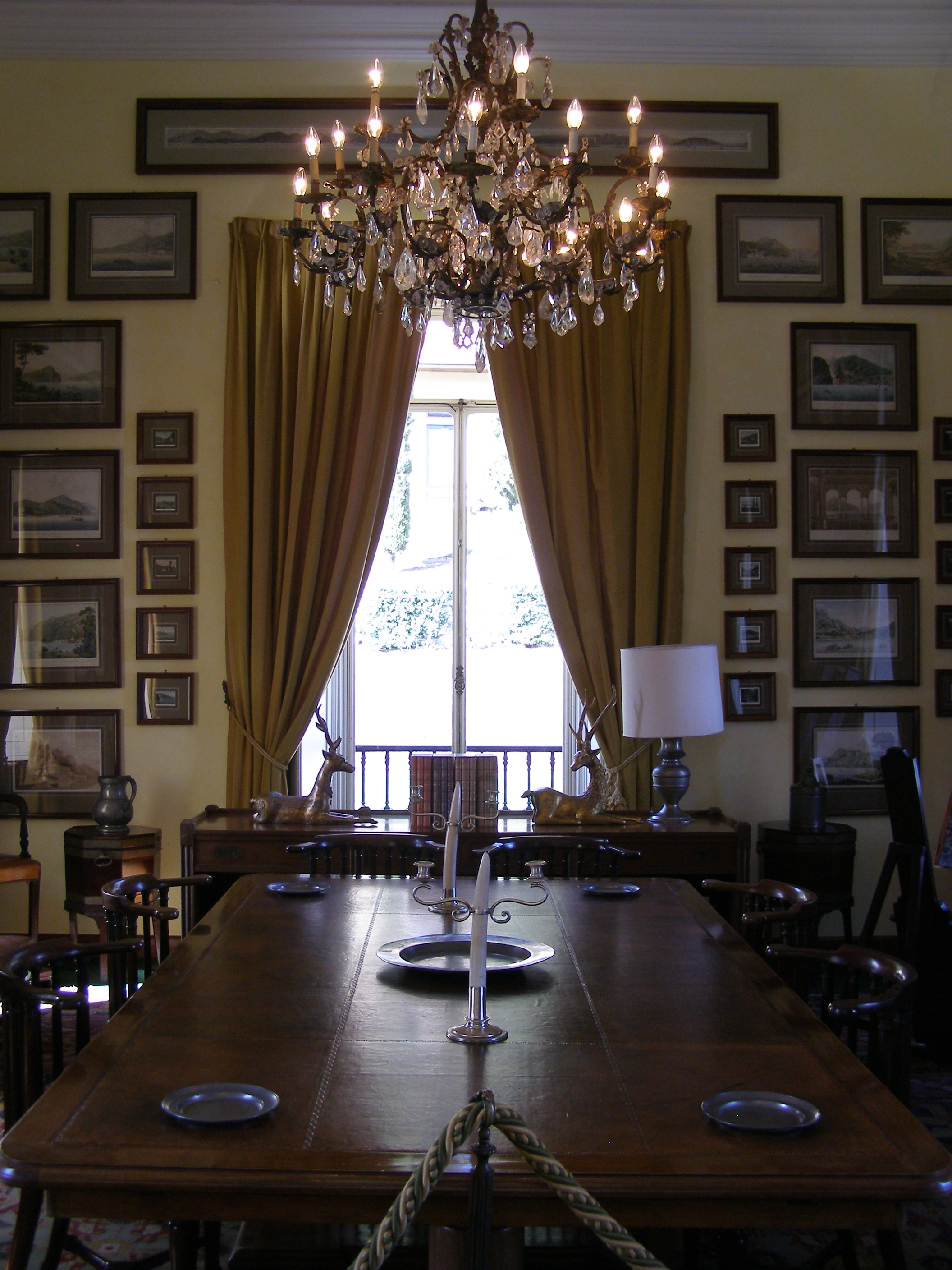
Villa del Balbianello
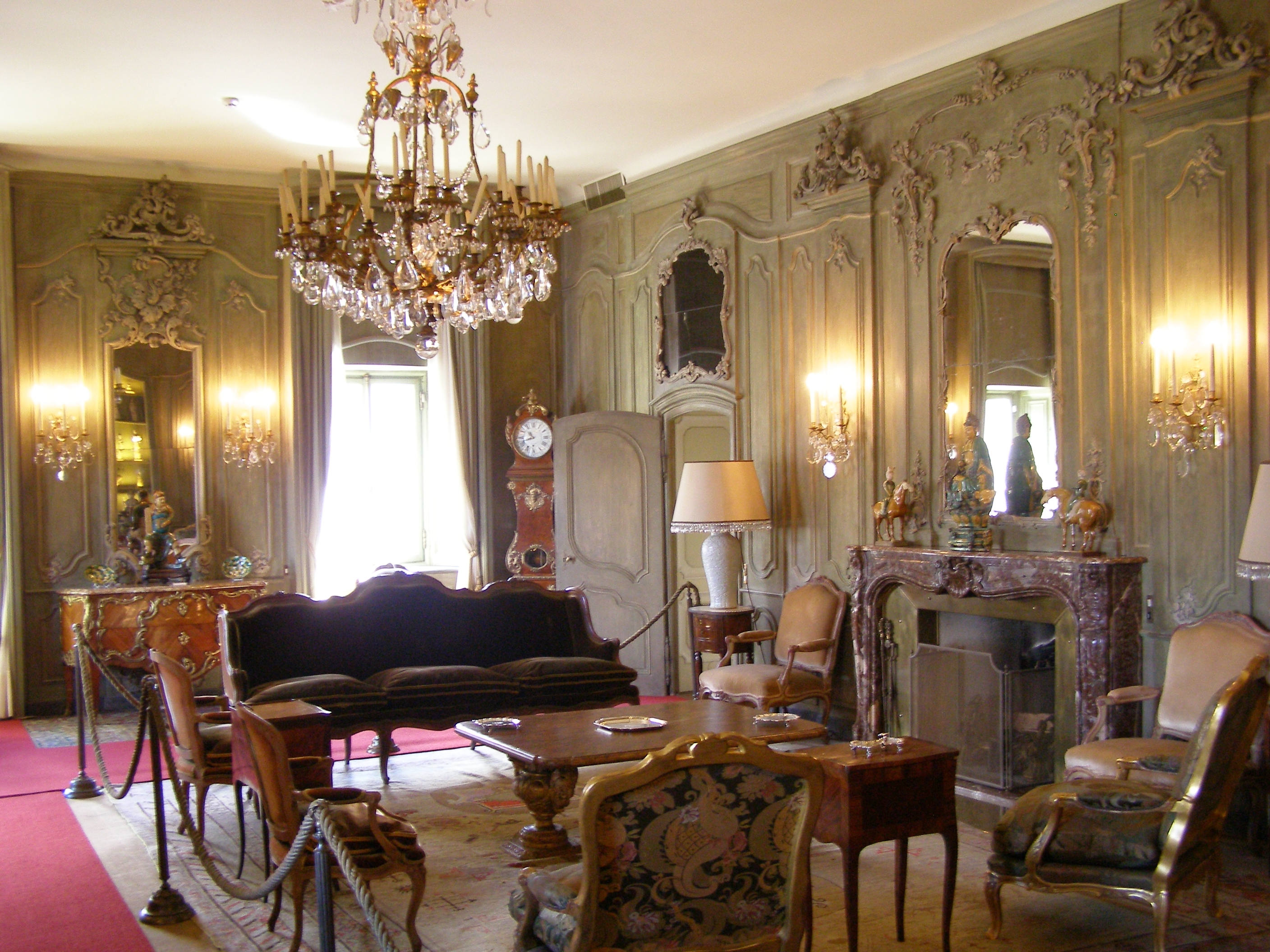
Villa Lenno
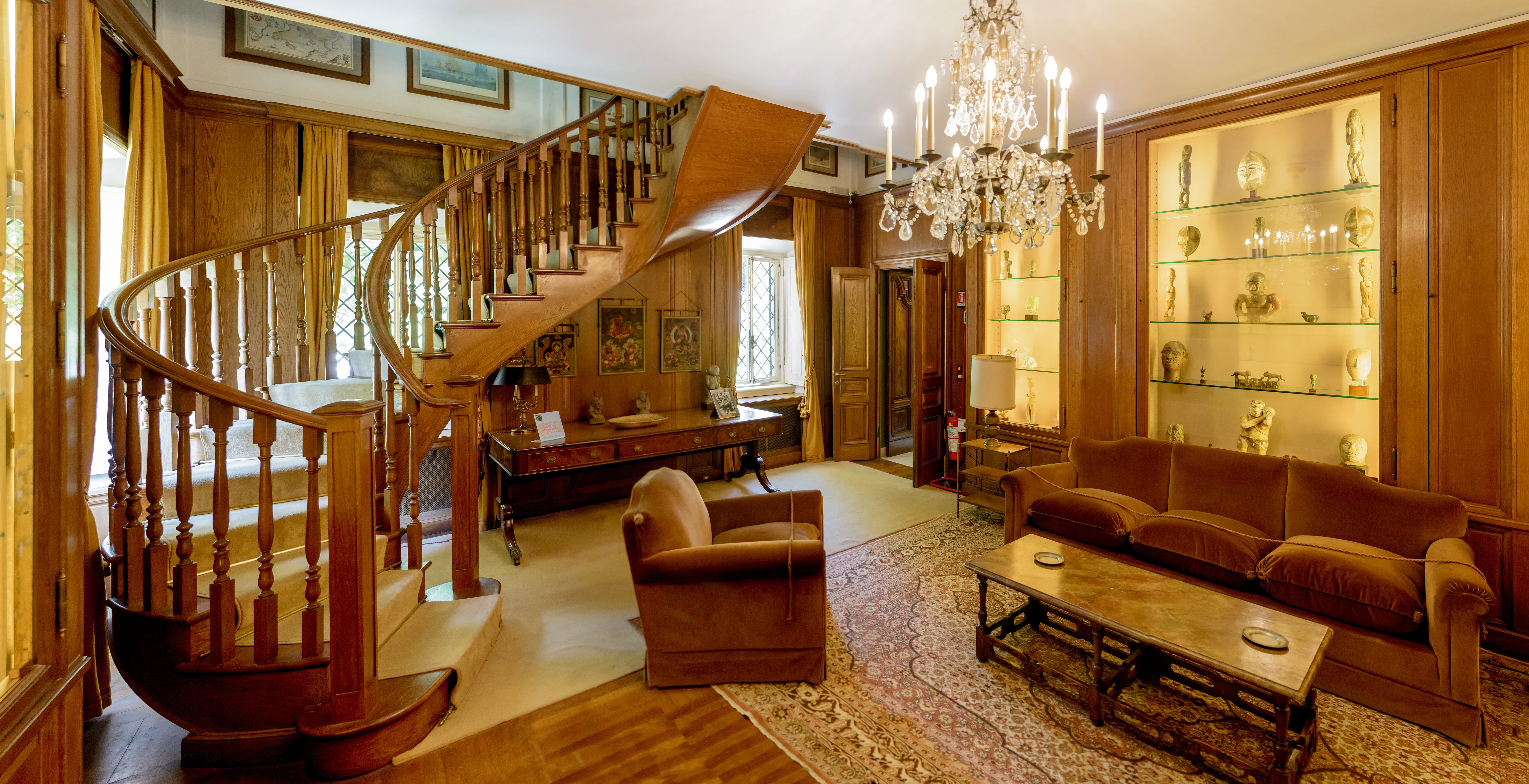
Sala de exposiciones
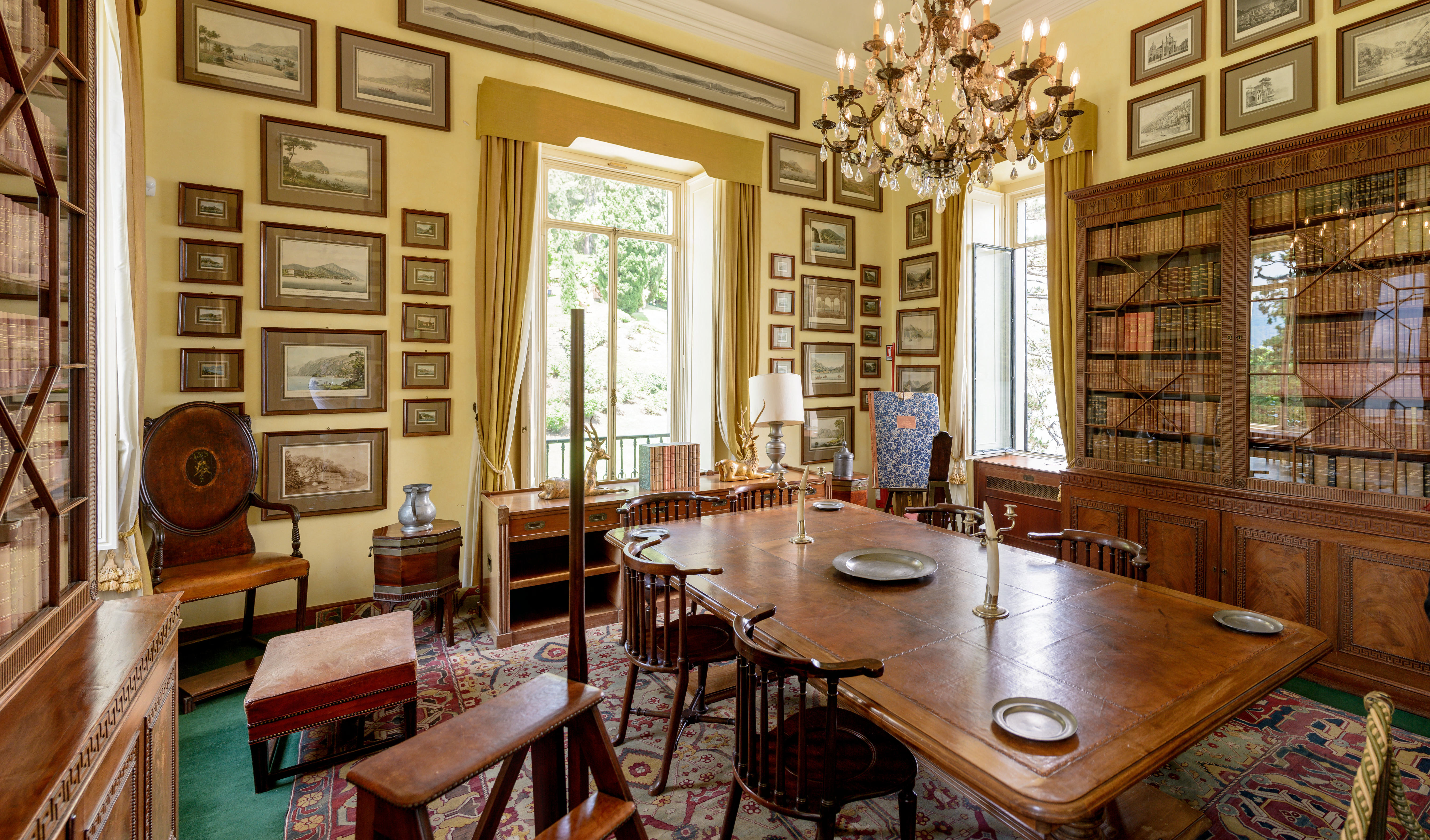
Sala de mapas